# Nygård, Mönsterås kommun
Nygård herrgård i Mönsterås kommun är uppförd under mitten av 1800-talet. Nygård ritades sannolikt av Knut Malte Forsberg, som även ritade parken. Knut Forsberg var en av Sveriges mest betydande landskapsarkitekter under 1800-talet och förespråkare av den tyska landskapsstilen. Nuvarande mangårdsbyggnaden ersatte en tidigare fastighet, som hette Slubbemåla. Ägarlängderna går tillbaka till Heliga Birgittas bror. Under 1800-talet kom fastigheten i familjen Ulfsparres ägo, men bytte ägare i slutet av 1800-talert till familjen Ernemark. Idag är fastigheten i en annan familjs privata ägo.